# Карпы (Львовская область)
Карпы (укр. Карпи) — село в Яворовской городской общине Яворовского района Львовской области Украины.
Население по переписи 2001 года составляло 104 человека. Занимает площадь 0,25 км². Почтовый индекс — 81010. Телефонный код — 3259.